# Tulakadi
Tulakadi is een bestuurslaag in het regentschap Belu van de provincie Oost-Nusa Tenggara, Indonesië. Tulakadi telt 1043 inwoners (volkstelling 2010).